# Joakim Bulgrin
Joakim (även Jochim eller Jacob) Bulgrin, död 1561, var en svensk-tysk ämbetsman och militär.
Bulgrin uppges ha tillhört den gamla pommerska adelsätten med samma namn, och inget tyder på att uppgiften skall vara felaktig. Av hans texter framgår att han var av nordtysk härkomst. Då han först förekommer i skriftliga handlingar är det i utgiftsboken av 1540/41, där han upptas bland de utländska adelsmän som betalades för hur många hästar de höll i krigstjänst. Bulgrin betalades för sex hästar, 1542 betalas han för sju och 1544 betalades han för åtta hästar, vilket gjorde honom till en av de mer betydande tyska legoknektarna. Under dackefejden ledde han de trupper som hävde belägringen av Stegeborg och besegrade de bönder som ledde belägringen, troligen som en belöning blev han samma år befälhavare för Sixt von Mönichens fänika. 1544 utsågs Bulgerin som den som skulle hämta den fångne Conrad von Pyhy från Västerås att rannsakas i Stockholm. 1545 erhöll erhöll Bulgrin befälet av Vadstena slott och ledningen av byggenskaperna där. 1546-1554 var han fogde över Vadstena slott och 1550-1552 över Sundbo härad. Trots att några gånger misstänkts för oegentligheter bibehöll han kungens förtroende, sedan byggenskapen var avslutat vid slottet övergick Bulgin 1555 åter till en tjänst som knekthövitsman, 1556 var han medhjälpare åt överbefälhavaren i Tavastland Svante Sture den yngre och trädde 1557 i hertig Johans tjänst. 1558 blev han häradshövding i Borgå län och fungerade tillsammans med Nils Andersson Boije i hertigens frånvaro 1559. 1560 utsågs han till överste befallningsman i Finland.